# Lewis Sheldon
Lewis Pendleton Sheldon (9 de junho de 1874 - 18 de fevereiro de 1960) foi um atleta norte-americano que competiu em eventos de salto em altura entre o final do século XIX e o início do século XX. Ele participou dos Jogos Olímpicos de Verão de 1900 em Paris, França, onde conquistou a medalha de bronze nas competições de salto triplo e salto em altura sem impulsão.